# Les Moulins (Francja)
Les Moulins (bret. Ar Milinoù) – gmina we Francji, w regionie Bretania, w departamencie Côtes-d’Armor. Została utworzona 1 stycznia 2016 roku z połączenia dwóch wcześniejszych gmin: La Ferrière oraz Plémet. Siedzibą gminy została miejscowość Plémet. W 2013 roku populacja wyżej wymienionych gmin wynosiła 3670 mieszkańców.